# Лопес, Хави
Хавьер «Хави» Лопес Родригес (исп. Javier 'Javi' López Rodríguez; род. 21 января 1986, Осуна) — испанский футболист, правый защитник австралийского клуба «Аделаида Юнайтед».

## Клубная карьера
Лопес родился в Осуне, Андалусия, и является воспитанником клуба «Бетис». В 2007 году он подписал контракт с «Эспаньолом», а 4 октября 2009 года дебютировал в первой команде в игре против «Вильярреала», выйдя на поле в последние десять минут для удержания ничейного 0-0 счёта, когда команда осталась в меньшинстве. Однако большую часть сезона Лопес провел за резервную команду Эспаньола, которая вылетела из третьего дивизиона.
Из дубля Лопес выбрался благодаря тренеру Маурисио Почеттино, который стал выпускать его на поле на различные позиции в полузащите в сезоне 2010/11. С тех пор Лопес имеет стабильное место в основном составе и является капитаном команды.